# Alexandra Fouace
Alexandra Fouace, francoska lokostrelka, * 7. julij 1979.
Sodelovala je na lokostrelskem delu poletnih olimpijskih iger leta 2000, kjer je osvojila 49. mesto in lokostrelskem delu poletnih olimpijskih iger leta 2004 kjer je osvojila 34. mesto v individualni in 4. mesto v ekipni konkurenci.